# Arto Härkönen
Aro Harkonen (Finlandia, 31 de enero de 1959) es un atleta finlandés retirado, especializado en la prueba de lanzamiento de jabalina en la que llegó a ser campeón olímpico en 1984.

## Carrera deportiva
En los JJ. OO. de Los Ángeles 1984 ganó la medalla de oro en el lanzamiento de jabalina, con una marca de 86.76 metros, por delante del británico David Ottey y el sueco Kenth Eldebrink.